# 大娜波灰蝶
大娜波灰蝶（學名：Nacaduba kurava），又名灌灰蝶、古樓娜灰蝶、埔里波紋小灰蝶、紫金牛波灰蝶、黑波紋灰蝶。

## 描述
本種為中型灰蝶，具雌雄二型性。雄蝶頭部褐色並被毛，頭頂中央具白斑，複眼有白色輪緣並被毛；觸角黑褐色具白環；口器褐色；下唇鬚前伸、被毛，第三節細小呈棒狀，白色混黑褐。胸腹部背側黑褐色，腹面白色。足白色具褐色條紋與帶紋，前足跗節癒合，末端下彎尖銳。
前翅長12-17 mm，呈三角形，外緣略突出，前緣弧形；後翅為葉狀，CuA2脈末端具絲狀尾突。翅背面底色暗藍紫色，可透視腹面波紋；翅腹面淡褐或淺灰色，中央、亞基部及中室末端各有由白色線條組成的帶紋；亞外緣具兩道白色細線，CuA1室及臀區具黑斑與橙色紋，有時伴隨具金屬光澤的藍紋，形成眼狀斑。緣毛內白外褐。
雌蝶外型與雄蝶相似，但複眼毛較稀疏，前足跗節不癒合，翅背面藍紋侷限於翅內側，前翅中央有時有白色小斑，後翅亞外緣具白色弦月紋，翅背亦可透視腹面斑紋。前翅外側具黑色邊紋。

## 分佈
分布於東洋區低地、澳洲熱帶地區及日本南北各地。
臺灣有兩個亞種：ssp. therasia 分布於本島、蘭嶼、綠島與龜山島；ssp. euplea 則見於金門與馬祖列嶼。

## 棲地
棲息於常綠闊葉林及有寄主植物生長或栽植的地區，一年多代，成蟲飛行活潑快速，喜訪花。幼蟲以報春花科植物如樹杞、硃砂根、春不老、賽山椒、山桂花等的花與新芽為食。